# Шраден
Шраден (нем. Schraden) — община в Германии, в земле Бранденбург.
Входит в состав района Эльба-Эльстер. Подчиняется управлению Плесса. Население составляет 554 человека (на 31 декабря 2010 года). Занимает площадь 16,50 км².

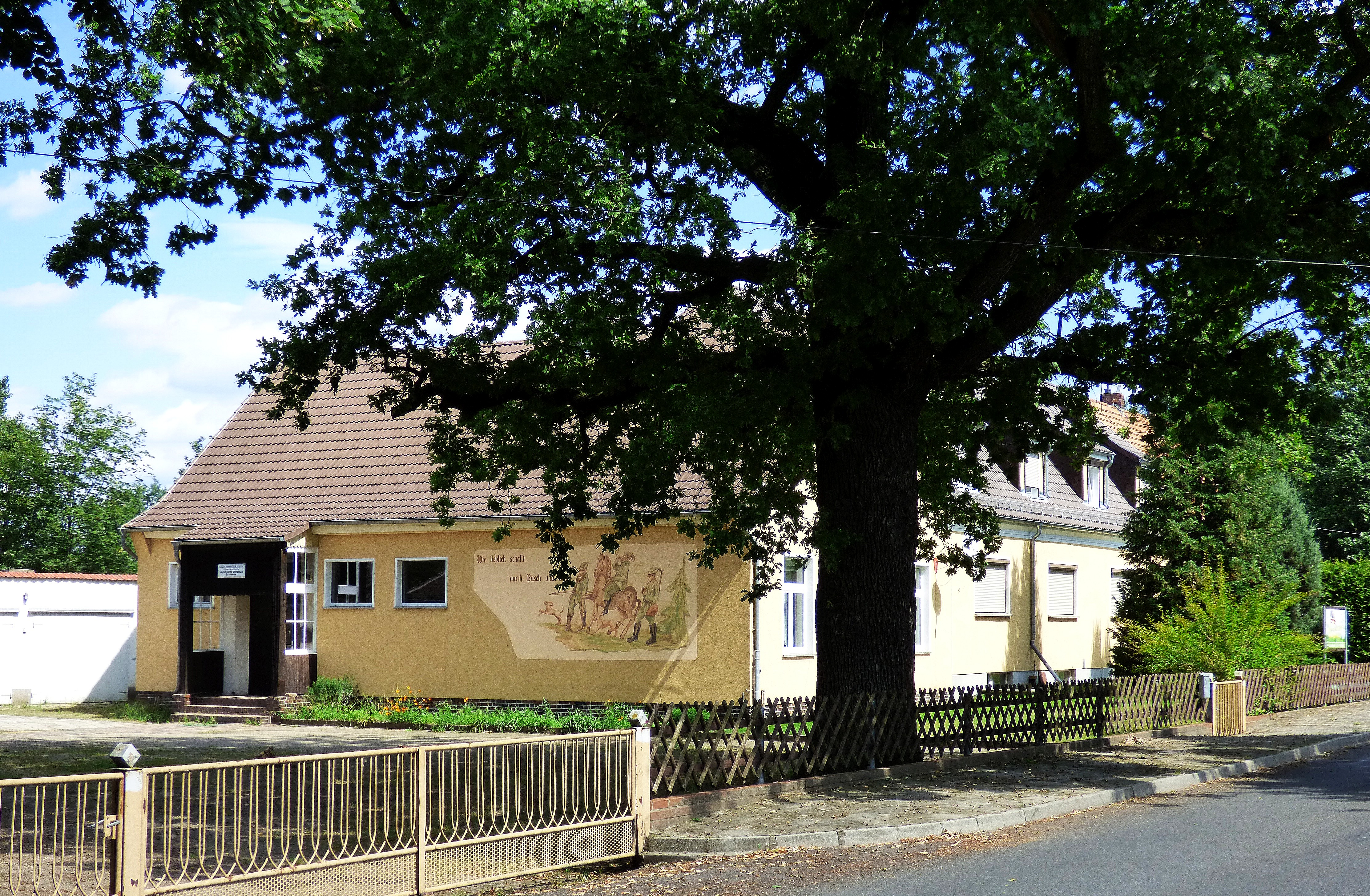
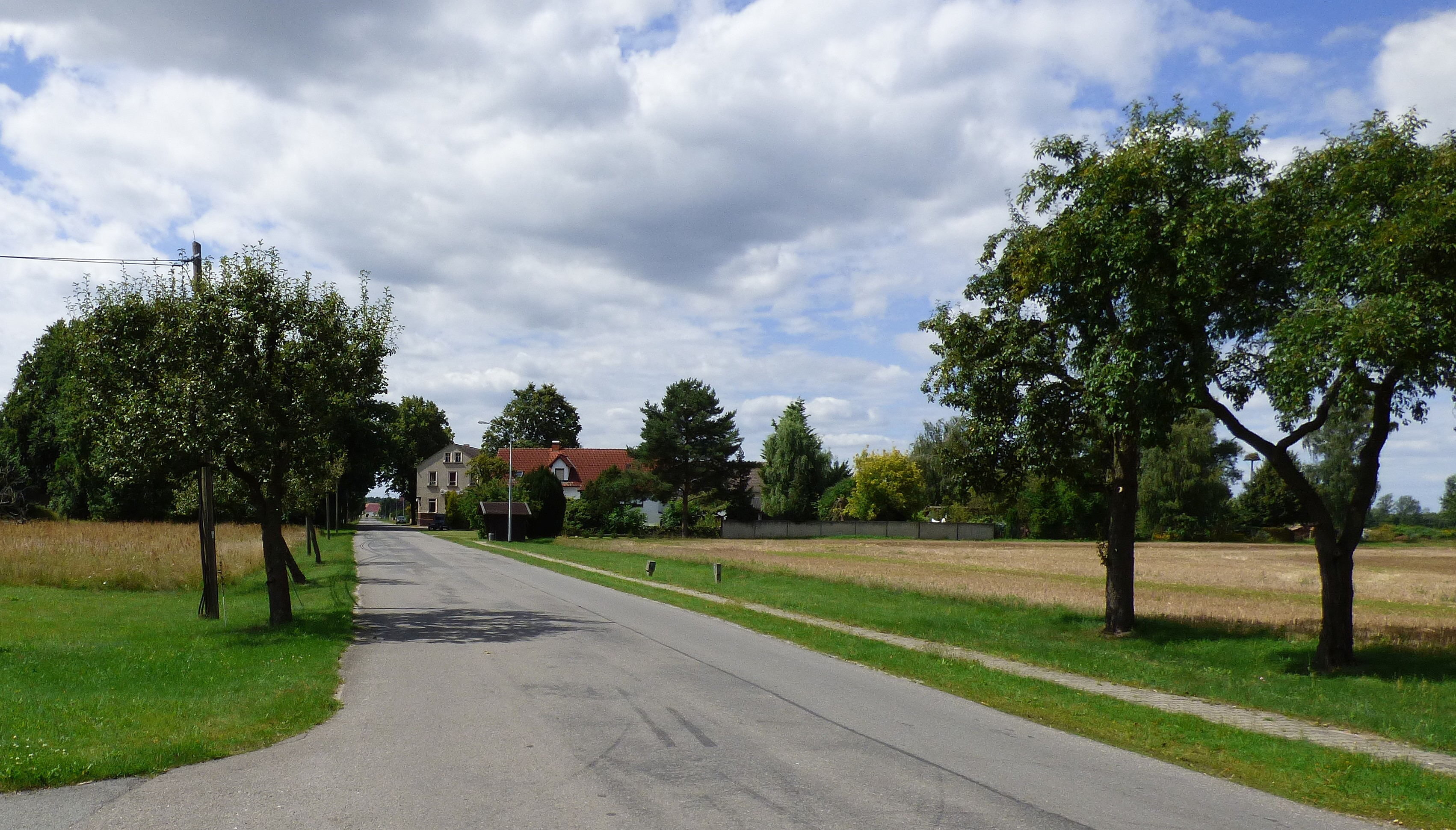
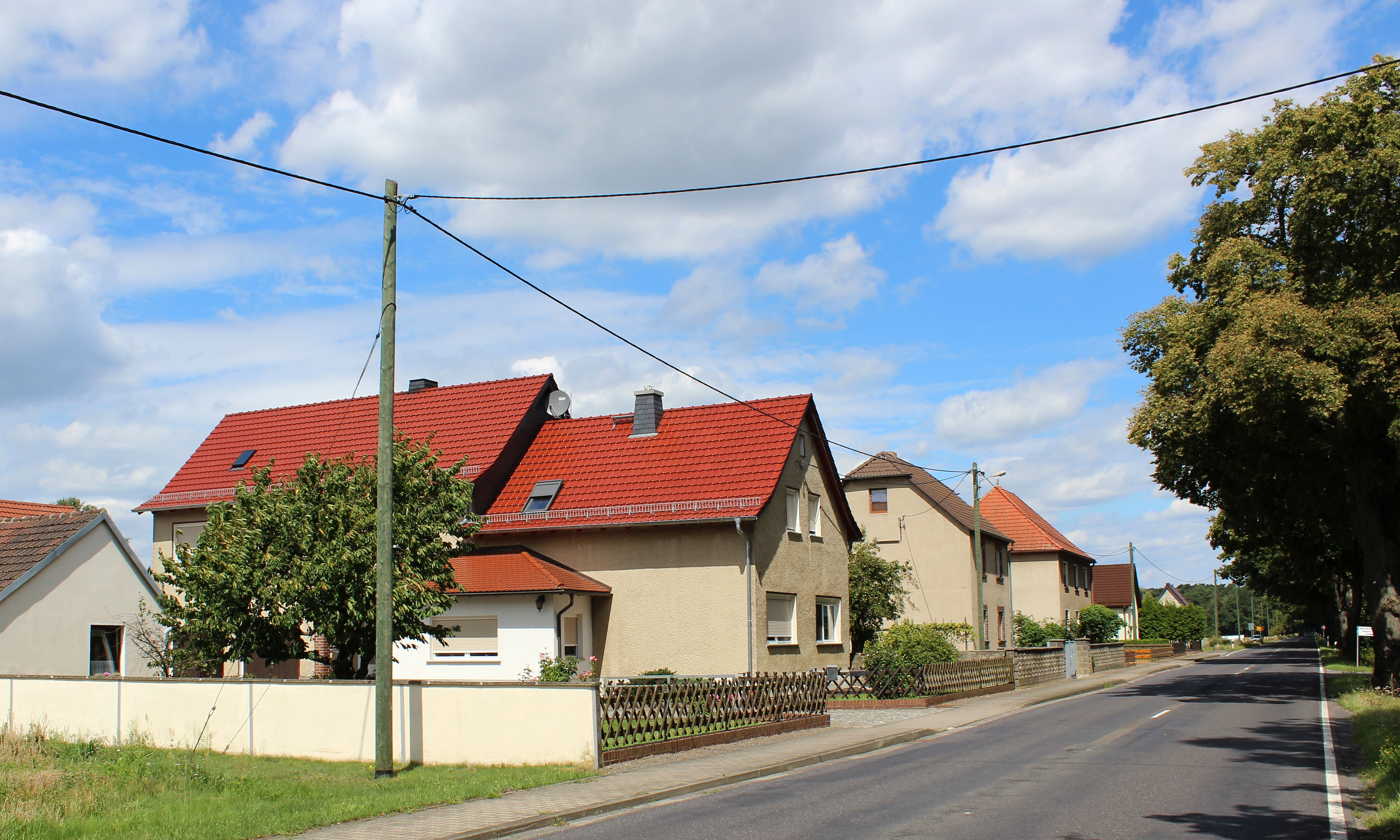
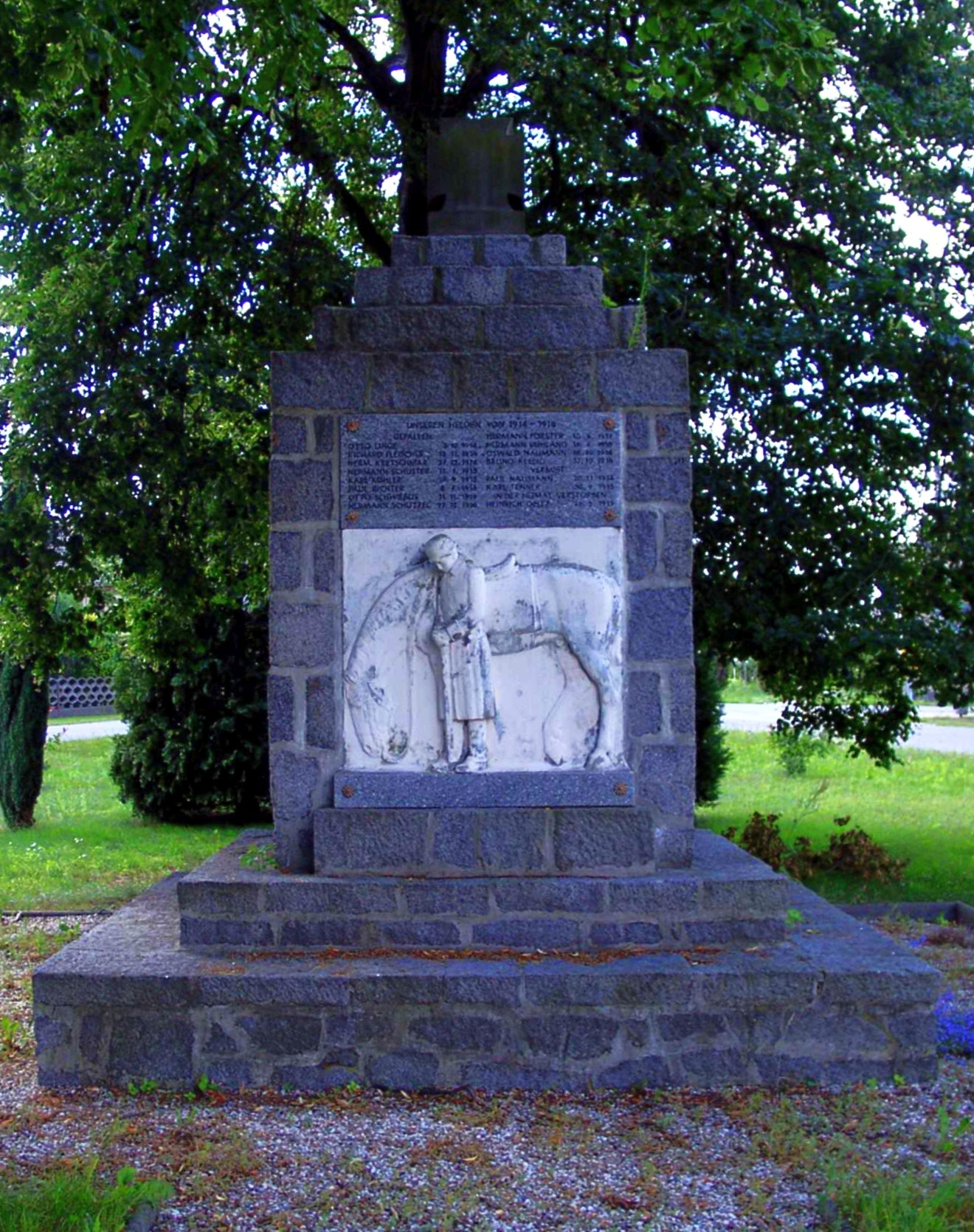

## Население
| Год  | Численность | Численность |
| ---- | ----------- | ----------- |
| 2017 | 503         | [ 1 ] [ 2 ] |
| 2019 | 496         | [ 5 ]       |
| 2021 | 487         | [ 6 ]       |
| 2022 | 485         | [ 7 ]       |
| 2023 | 489         | [ 3 ]       |